# 比尔格拉姆
比尔格拉姆（Bilgram），是印度北方邦Hardoi县的一个城镇。总人口25292（2001年）。

## 人口
该地2001年总人口25292人，其中男性13627人，女性11665人；0—6岁人口4493人，其中男2377人，女2116人；识字率50.00%，其中男性为56.64%，女性为42.25%。